# When Knights Were Bold
When Knights Were Bold é um filme de comédia mudo produzido no Reino Unido em 1916, dirigido por Maurice Elvey e com atuações de Gerald Ames, Marjorie Day e Gwynne Herbert.